# Anton Ortner (Architekt)
Anton Ortner (* 22. Mai 1776 in Holleschau, Mähren; † 22. Mai 1862 in Wien) war ein österreichischer Architekt.

## Leben
Anton Ortner wurde 1776 als Sohn des Haushofmeister bei Graf Erdődy geboren. Ab 1788 besuchte er wohl die Graveurschule der Akademie der bildenden Künste Wien, von 1794 bis 1800 studierte er Architektur an der Akademie der bildenden Künste Wien dnd besuchte die Meisterklasse von Johann Ferdinand Hetzendorf von Hohenberg. Ab 1812 war er Mitglied der Akademie der bildenden Künste Wien.
Von 1803 bis 1821 arbeitete Ortner als Hoftheateringenieur und -architekt und von 1812 bis 1850 als Hoftheaterinspektor. Außerdem war er von 1829 bis 1850	als Amtszeichner im Hofbaurat beschäftigt. Durch eine Reihe von Projekten gilt er  als Pionier der Stadtplanung in der Wiener Architekturgeschichte des 19. Jahrhunderts. Bauten von ihm sind nicht mehr erhalten.

## Privates
Ortner war ab 1805 mit Anna, geb. Pohlenfürst (1782–1843), verheiratet. Das Paar hatte mehrere Kinder: Karl (ca. 1806–1828), Anna (ca. 1808–1810), Julie (* 1811), Ferdinand (1812–1814), Anton (ca. 1813–1814), Aloisia (* 1814), Maria Anna (* 1818), Juliana (ca.  1822–1841) und Rosalia (1823–1824).

## Auszeichnungen
- 1794: Gundel-Preis (für Architekturzeichnung, 2. Platz)
- 1800: Goldener Hofpreis (Architektur)

## Veröffentlichungen
- Baukunst in ihrer Anwendung nach dem Zeitgebrauche für Privat- und öffentliche Gebäude. Zwei Bände, Wien 1825